# Flyover country

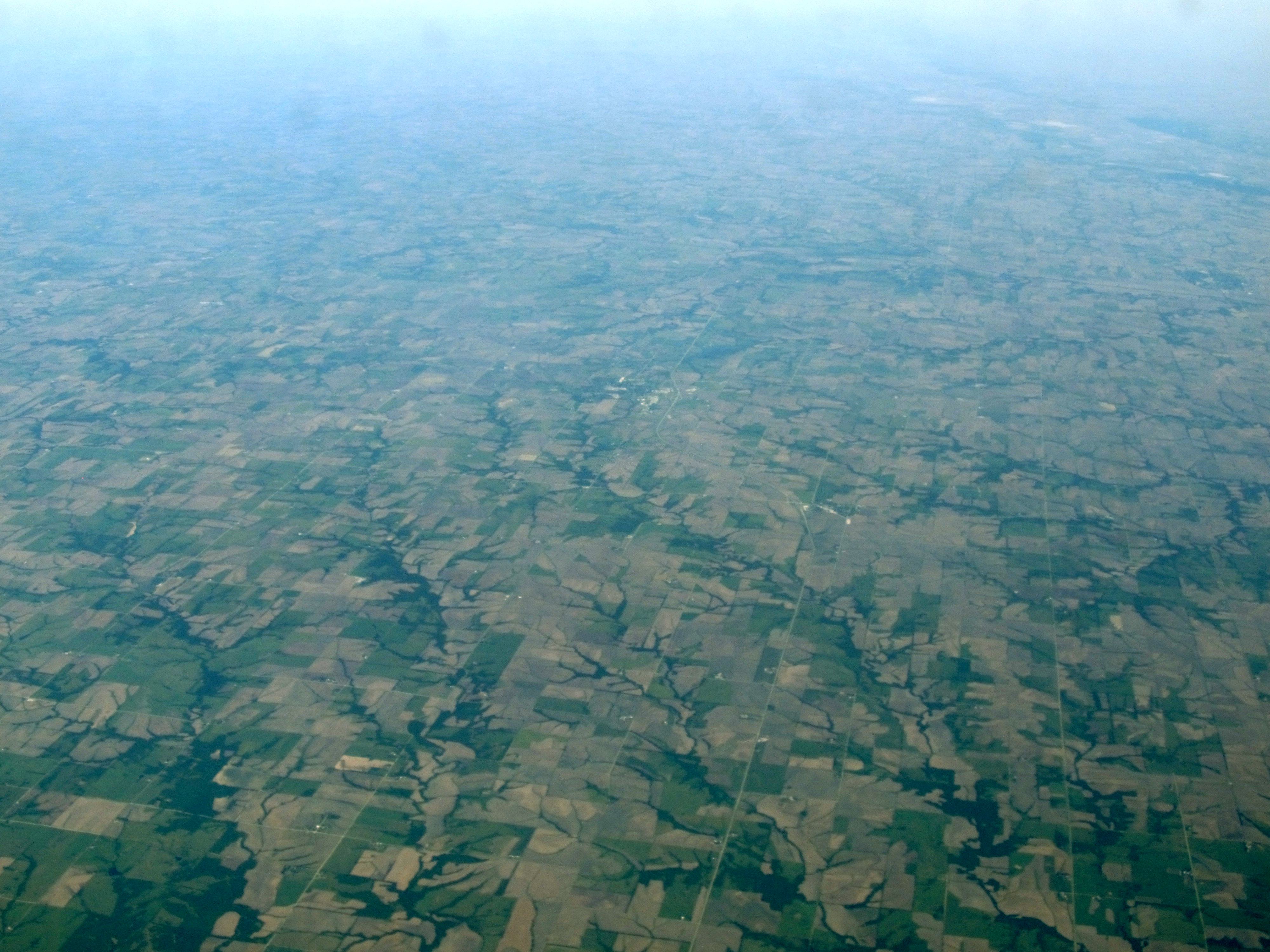
Vue aérienne du Kansas, l'État au centre des États-Unis contigus.

Flyover country (le pays que l'on survole) et flyover states (les États que l'on survole) sont des expressions américaines décrivant les parties des États-Unis contigus situées entre les côtes est et ouest.

## Définition
Ces termes font référence aux régions intérieures du pays survolées lors de vols transcontinentaux reliant les grandes villes de la côte ouest (Los Angeles, San Francisco, Seattle) et de la côte est (New York, Washington, Boston, Philadelphie). Ces grands pôles économiques sont trop distants pour être rejoints rapidement par d'autres systèmes de transport que l'aviation. En conséquence, les américains riches et influents qui ont besoin de faire ce trajet ne font que passer au-dessus des régions concernées. L'expression décrit plus généralement un supposé manque d'intérêt des terres survolées, dans lesquelles il n'y aurait pas de vie culturelle, et où le paysage serait perpétuellement le même,. Le tourisme se développe cependant depuis la crise du Covid-19 car les citadins américains, marqués par les confinements, ont envie de parcourir de grands espaces naturels.
Certains habitants des régions concernées utilisent fièrement le terme car ils y voient une manière de célébrer leur identité rurale, proche de la terre. L'expression est ainsi devenue une sorte de slogan de ralliement (I'm from the flyover country) entre des gens qui habitent parfois à des milliers de kilomètres (par exemple, un habitant du Montana et un de l'Alabama) mais qui se trouvent réunis par un dénominateur commun.

## Origine
Le terme est apparu au début des années 1980 mais la situation qu'il décrit commence dans les années 1960, lorsque les milieux intellectuels et culturels commencent à critiquer vivement le provincialisme supposé de cette région tandis que la mondialisation concentre l'activité économique sur les côtes.

## Politique
Le concept a connu un regain d'intérêt à la suite de l'élection surprise de Donald Trump en 2016 car le vote en sa faveur de la quasi-totalité du Midwest et du Sud a été déterminant dans le résultat final,. Le sénateur républicain Ted Cruz a ainsi déclaré que la victoire de Trump était la « revanche du flyover country ».

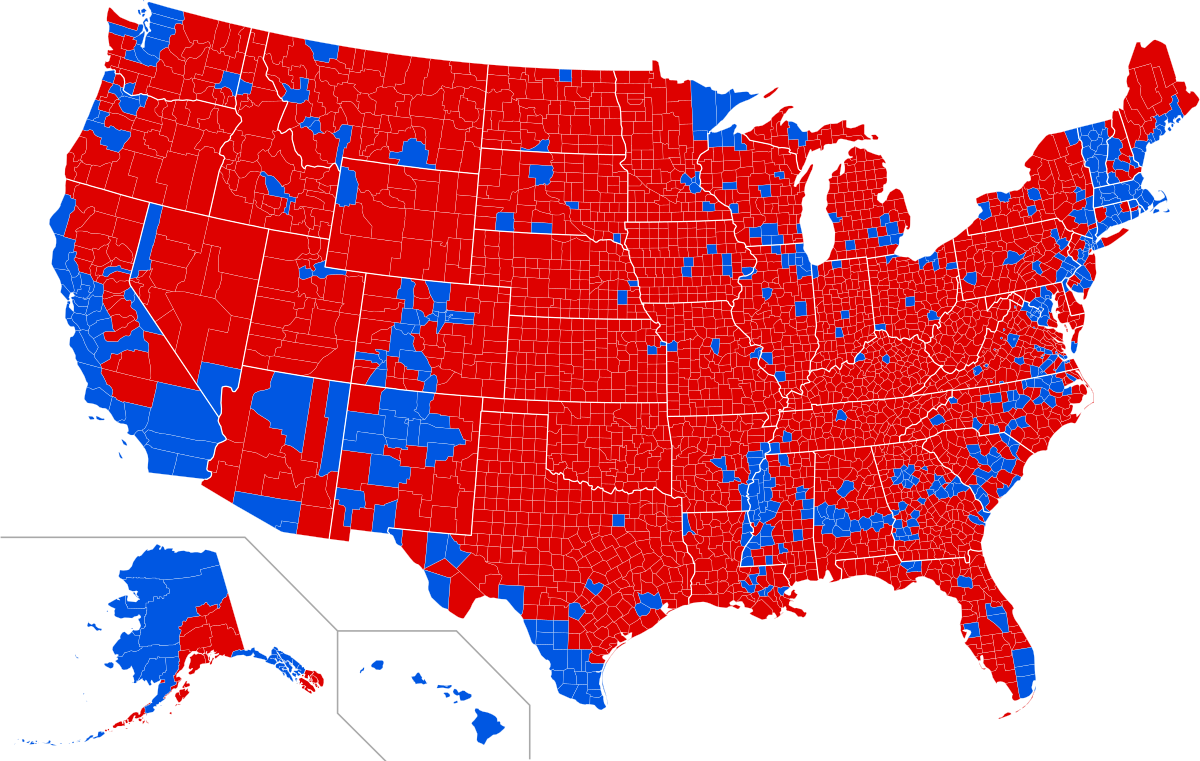
Malgré la large quantité de rouge, Donald Trump a obtenu trois millions de voix de moins qu'Hillary Clinton. C'est parce que la plupart des comtés en bleu sont de grandes agglomérations. Cette carte montre donc ce qu'est le flyover country : une zone immense, mais très peu peuplée.

## Similitude avec la diagonale du vide
Le flyover country a parfois été comparé à la diagonale du vide, qui serait son équivalent français.